# Halocnemum strobilaceum
La salicornia strobilacea (Halocnemum strobilaceum (Pall.) M.Bieb., 1819) è una pianta fruticosa della famiglia delle Amarantacee, diffusa in alcune regioni del bacino del Mediterraneo e dell'Asia.
In Italia è classificata come specie vulnerabile secondo lo status IUCN nazionale.

## Descrizione

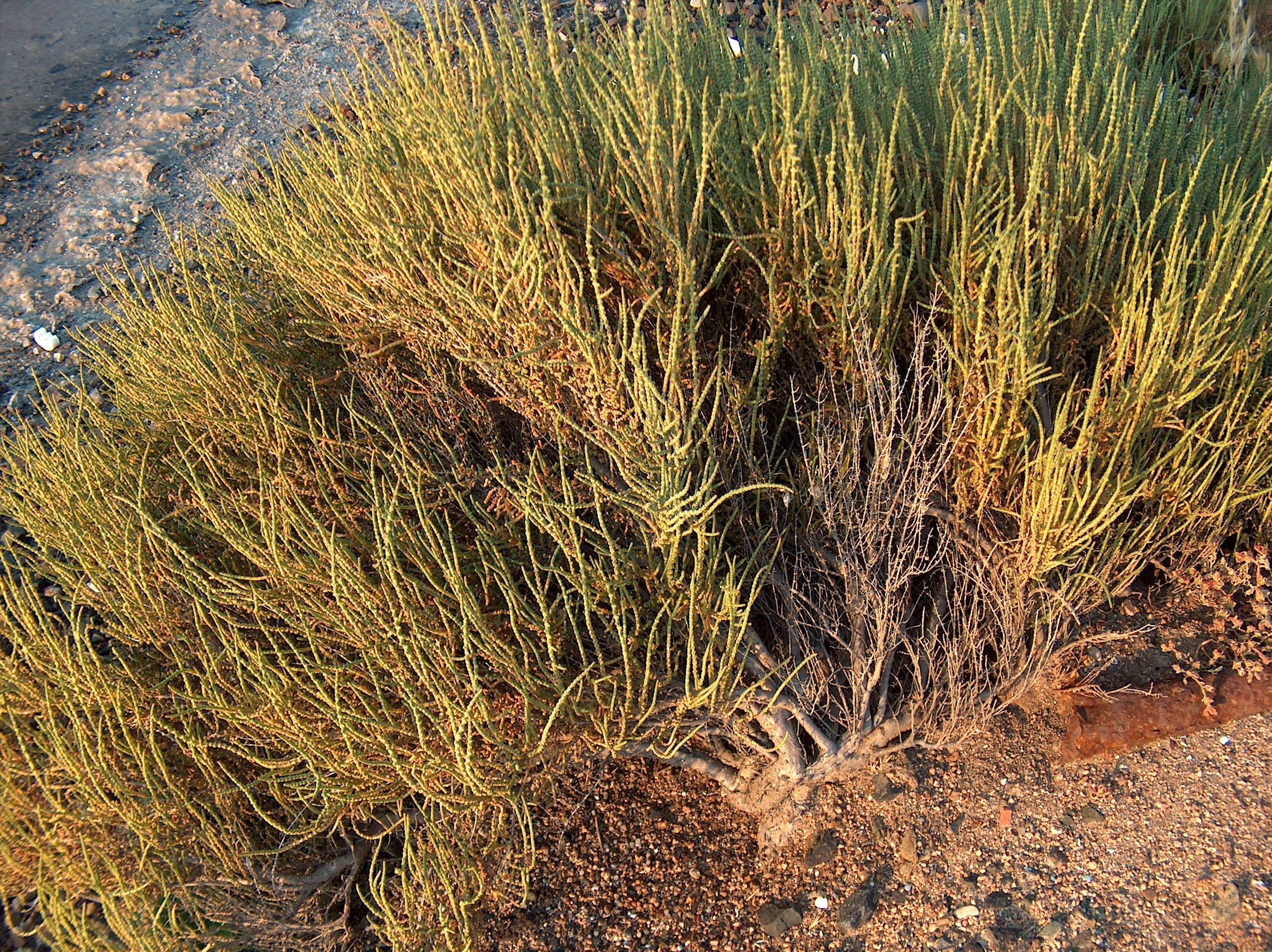
Cespuglio di H. strobilaceum sull'argine di una pozza presso le saline dello stagno di Cagliari

Pianta tipicamente alofita, la salicornia strobilacea ha un habitus singolare che la rende di facile riconoscimento. La pianta è un frutice prostrato-eretto, alto fino a 1-1,5 m, legnoso alla base e densamente ramificato, con rami articolati. La parte basale dei rami è rivestita da gemme sterili di forma rotondeggiante o conica, simili a rosette, disposte a verticilli nella parte terminale di ogni articolo.
I rami fertili sono lunghi ed eretti, cilindrici e succulenti, poco ramificati e palesemente articolati, con articoli di colore verde che vira al giallastro con l'età. Le foglie sono ridotte a squame succulente, di colore verde glauco, disposte in corrispondenza delle gemme.
I fiori sono ermafroditi, molto piccoli, disposti in gruppi di 3 all'interno di piccole logge formate dalle foglie nella parte superiore degli articoli. Sono composti da un perigonio verdastro e trilobato, lungo 2–4 mm, un solo stame e un ovario sormontato da due stimmi.
Il frutto è un achenio compresso. La pianta ha una fioritura lunga e scalare che si protrae da maggio a settembre, fino all'autunno inoltrato secondo gli ambienti.

## Distribuzione e habitat
La specie è diffusa nelle regioni meridionali del bacino del Mediterraneo e del Mar Nero e nelle regioni occidentali e centrali dell'Asia, in habitat desertici e salmastri in genere a forte localizzazione.
In Europa è presente in Spagna, Italia, Albania, Grecia, Cipro, Bulgaria, Romania e Ucraina. In Africa è presente in Marocco, Tunisia, Libia, Egitto. In Asia è presente in Turchia, Medio Oriente, Caucaso, Siberia, Kazakistan, Uzbekistan, Penisola arabica, Iraq, Iran, Afghanistan, Pakistan, Mongolia e Cina.
Secondo Camarda e Valsecchi la specie sarebbe del tutto assente in Francia, nella Penisola italiana e nella ex Iugoslavia, tuttavia un documento cita la presenza in Corsica, in una località non precisata, e alcuni documenti più recenti in Toscana e in Emilia-Romagna.
In Italia è presente in un areale frammentato e circoscritto a pochissime stazioni, tutte caratterizzate da una connotazione simile: l'habitat è infatti uno stagno costiero su substrato salmastro. La maggior parte delle fonti citano la Sardegna meridionale e la Sicilia occidentale, al punto che i sopracitati autori escludevano la presenza della specie nella penisola.
In Sardegna la salicornia strobilacea è presente in due stazioni. Quella di maggiore estensione è lo Stagno di Cagliari, principalmente sulle sponde della laguna di Santa Gilla (località Sa Illetta) e nelle fasce di terra che attraversano il bacino evaporante nel settore delle Saline. La seconda stazione si trova nella laguna Sa Punta 'e s'Alliga nell'Isola di Sant'Antioco, in un'area paludosa di soli 100 ha d'estensione. Altre fonti citano una distribuzione più vasta, con un areale che si estende lungo la costa dallo Stagno di Cagliari fino alle coste del Sulcis e delle isole di Sant'Antioco e San Pietro oppure comprendente in modo generico gli stagni del Sulcis. Queste segnalazioni non trovano tuttavia conferma in altri documenti. Le coste del Sulcis e del settore occidentale del Golfo degli Angeli in effetti sono disseminate di zone umide salmastre, per cui è presumibile che almeno in passato la salicornia strobilacea avesse un areale più vasto, ma in ogni caso non esiste una documentazione approfondita al riguardo.
In Sicilia è segnalata la presenza nelle Saline di Trapani, in un'area ubicata presso la Torre di Nubia, e nello Stagnone di Marsala.
In Toscana è presente in una sola stazione di 2 ha nella Palude della Trappola, alla foce del fiume Ombrone nel Parco naturale della Maremma.
In Emilia, infine, è segnalata la sua presenza presso il Delta del Po, nelle Valli di Comacchio.

## Ecobotanica

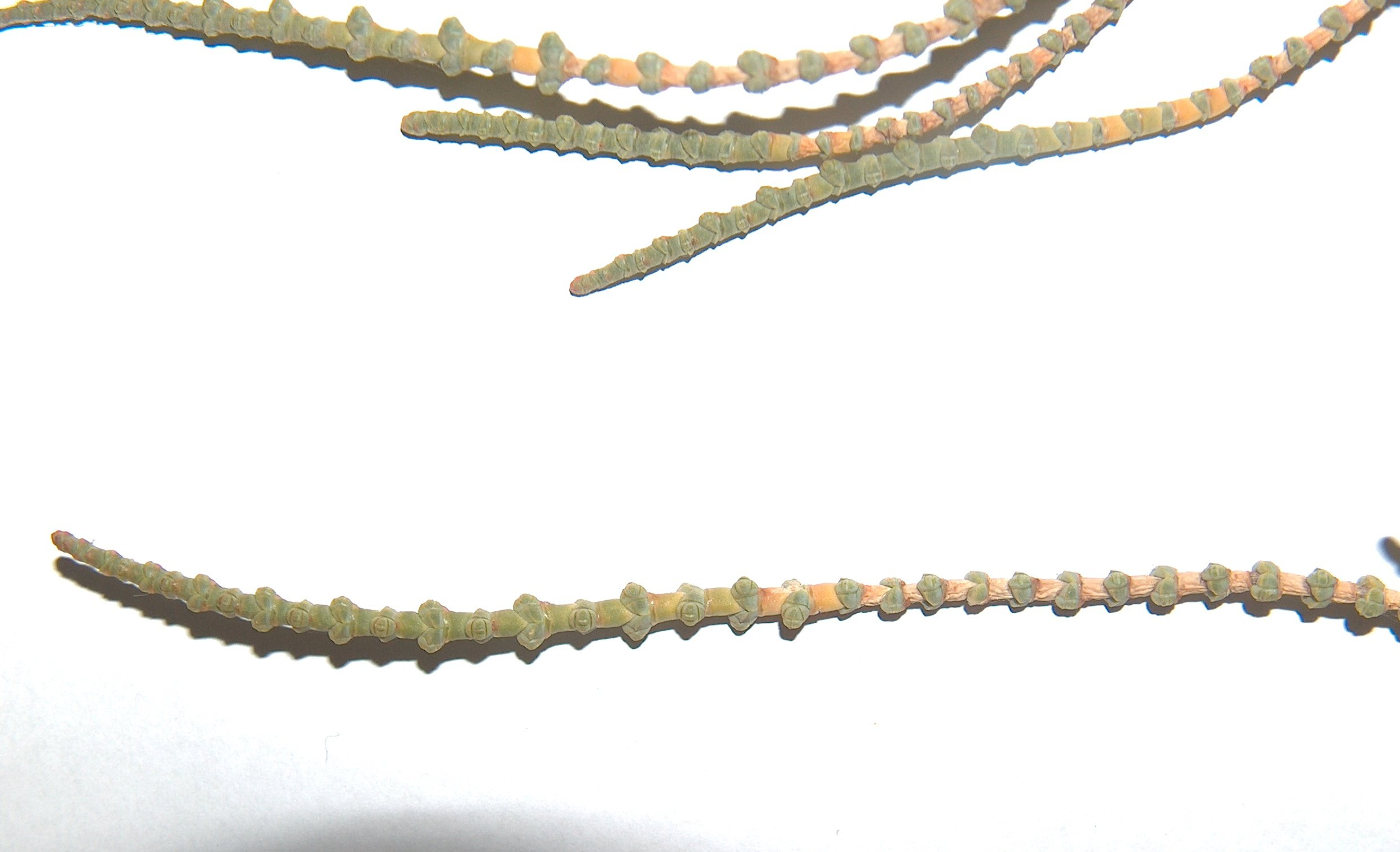
Particolare di un ramo, con le gemme fertili a sinistra e quelle sterili a destra

L'Halocnemum strobilaceum è una pianta indice di un forte accumulo di sali nel suolo. La sua presenza è infatti associata ad ambienti costieri occupati da stagni, lagune o paludi con acque salate, come si verifica nelle regioni mediterranee sopra citate, oppure in depressioni desertiche salmastre come si rileva nelle regioni desertiche tropicali, subtropicali e temperate del Sahara, della penisola araba e dei territori ad est del Mar Caspio. A titolo d'esempio, nello Stagno di Cagliari la specie si localizza nelle facies di transizione fra le aree emerse e le acque dove la concentrazione salina è più elevata, come il settore meridionale della laguna di Santa Gilla (salinità dello stesso ordine di quella marina) e quello delle vasche evaporanti delle Saline di Macchiareddu (salinità più alta di quella marina).
L'habitus caratteristico di questa specie (e di altre simili ad essa associate) indica un marcato adattamento alla salinità come la formazione di rami succulenti, di parenchimi acquiferi, la riduzione delle foglie a squame succulente, ma, soprattutto, l'accumulo di sali nei vacuoli. Le piante alofite hanno la capacità di assorbire l'acqua a potenziali molto bassi (fino a limiti dell'ordine di -175 bar, contro i -15 -25 bar della maggior parte delle piante mesofite) in virtù della differenza di potenziale osmotico generata dall'elevata concentrazione salina nei vacuoli delle cellule fogliari localizzate presso lo xilema. La capacità di adattamento di questa specie è tale che diventa predominante, fino a formare associazioni pure, in condizioni estreme come si verifica in alcune aree desertiche e salate.
La composizione floristica delle associazioni vegetali comprendenti l'H. strobilaceum cambia secondo le regioni geografiche (latitudine e continentalità) e le condizioni di aridità e concentrazione salina possono determinare l'incidenza ponderale della salicornia strobilacea. Ne consegue che le fitocenosi che comprendono questa specie hanno caratteristiche differenti passando dalle stazioni mediterranee dell'Europa a quelle del Nordafrica e, agli ecosistemi continentali temperati e tropicali (steppe temperate del bacino del Mar Nero, steppe e deserti temperati dell'Asia centrale, steppe e deserti tropicali e subtropicali del Sahara, dell'Arabia e della regione indo-iraniana).
Nelle regioni mediterranee le fitocenosi ad Halocnemum sono riconducibili a due tipi fondamentali.
1. Fitocenosi con H. strobilaceum predominante (Halocnemion strobilacei e Arthrocnemion glauci p.). Sono quelle tipiche delle paludi salate e dei litorali sabbiosi nordafricani, con alcune penetrazioni limitrofe, non precisate, nelle regioni mediterranee europee, in corrispondenza di litorali sabbiosi[9]. Una di queste stazioni era presente, fino agli anni settanta, nello Stagno di Cagliari, nella località Sa Illetta, e costituiva una formazione quasi pura, che si estendeva per alcuni ettari e che è stata distrutta dalla costruzione del Porto Canale[22].

1. Fitocenosi con H. strobilaceum associato con altre alofite. Si tratta di varianti dell'Arthrocnemion glauci differenziate secondo le specie associate (Frankenio corymbosae-Halocnemetum strobilacei, Arthrocnemo-Halocnemetum strobilacei, Limonio-Halocnemetum strobilacei). Sono quelle tipiche degli stagni costieri delle regioni mediterranee europee: il sudest della penisola iberica (Almería e Alicante), le stazioni italiane (Sardegna meridionale, Sicilia occidentale, maremma grossettana e Valli di Comacchio), Albania e Grecia; lo stesso tipo di fitocenosi era presente anche a Malta ma si è attualmente estinta[9]. In queste stazioni la fitocenosi assume la fisionomia di raggruppamenti sparsi, talvolta numerosi, di salicornia strobilacea associati a formazioni in cui prevale in genere l'Arthrocnemum glaucum, una chenopodiacea alofita che ha un habitus molto simile a quello dell'Halocnemum, da cui si differenzia per l'assenza delle caratteristiche gemme.

## Aspetti ecologici

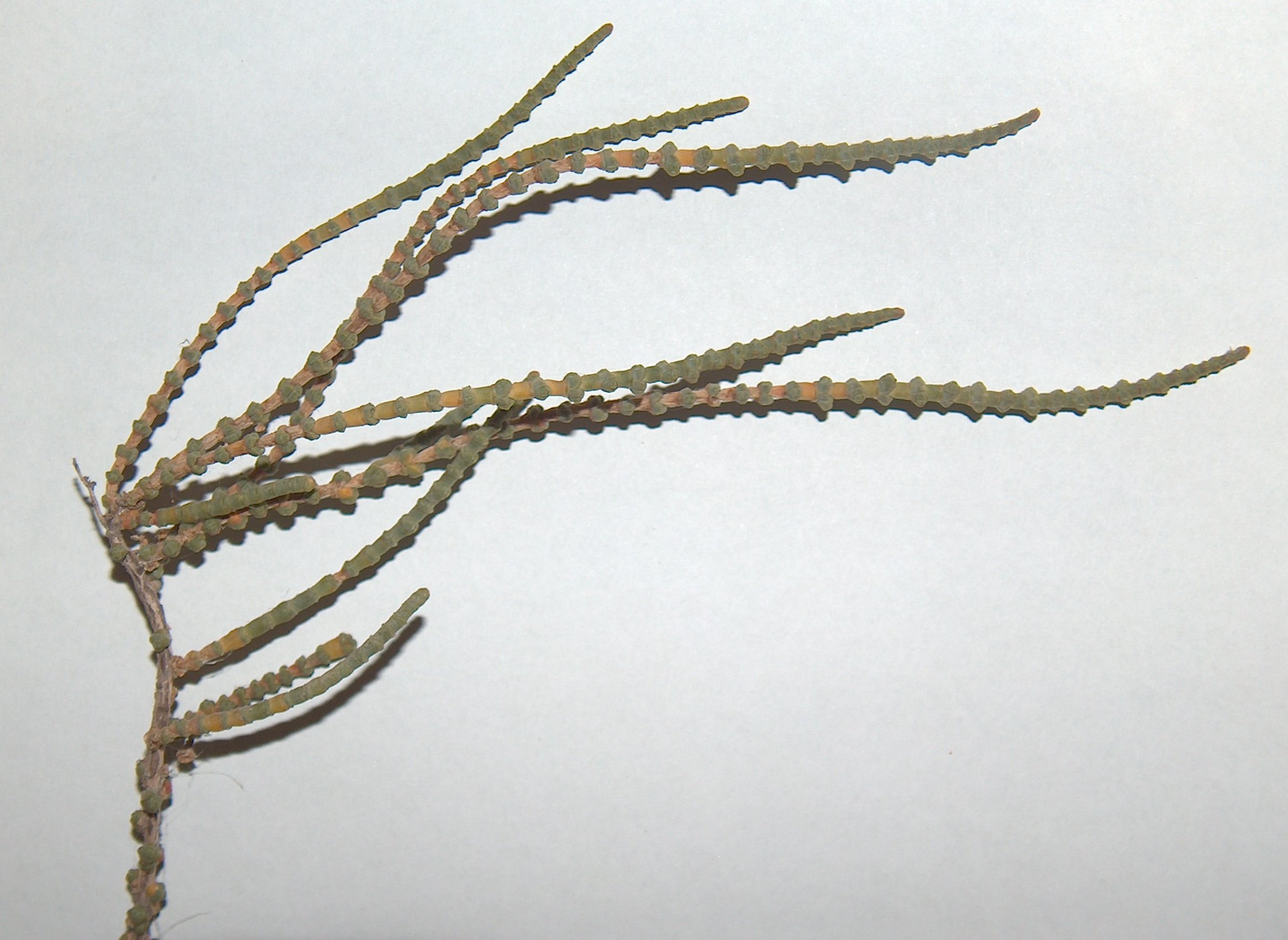
Particolare di una ramificazione di H. strobilaceum

Nei deserti salati e nelle steppe, l'Halocnemum strobilaceum è una specie pioniera e rappresenta uno degli ultimi baluardi opposti all'assenza completa di vegetazione. La sua presenza è dunque di fondamentale importanza anche per la sopravvivenza di alcuni animali: gli stessi Camelidae la utilizzano per l'alimentazione. Non va inoltre trascurata il ruolo che può avere nel consolidamento delle dune sabbiose, soprattutto nei litorali aridi del Nordafrica e della Penisola arabica.
Nelle regioni mediterranee europee, l'importanza ecologica di questa specie, unitamente a quella di altre alofite, risiede nella rarità dovuta alla forte localizzazione. Oltre all'importanza strettamente naturalistica, le fitocenosi ad Halocnemum sono importanti siti in cui s'insedia l'avifauna delle zone umide costiere. A titolo d'esempio, nello Stagno di Cagliari, l'Arthrocnemion glauci che s'insinua negli argini del bacino evaporante è uno dei possibili siti di nidificazione del Fenicottero rosa. In effetti le stazioni europee a salicornia strobilacea ricadono in aree tutelate dalla Convenzione di Ramsar.
Lo stato di rischio di questa specie in Italia è legato al possibile degrado ambientale che ha interessato o può interessare in futuro le zone umide che la ospitano. Allo stato attuale, tutte le stazioni che ospitano la salicornia strobilacea sono ospitate in aree protette che hanno acquisito lo status di Riserva naturale o di Parco regionale, con l'eccezione di quelle sarde, il cui status di protezione si limita all'esercizio della caccia. Le stazioni dello Stagno di Cagliari, probabilmente le più importanti per estensione fra quelle italiane, sono le più minacciate per tre ordini di problemi:
- inquinamento delle acque a causa degli scarichi industriali e civili: questo problema si è presentato a livelli d'emergenza nella seconda metà del XX secolo; anche in assenza di una stima delle effettive ripercussioni sulla frequenza di questa specie, è indubbio che l'inquinamento delle acque dello stagno è stata una delle principali cause del grave degrado ambientale in cui versa questo ecosistema;
- sottrazione diretta di superfici: nel corso di un secolo la superficie dello Stagno di Cagliari si è ridotta a circa un quarto di quella originaria a causa degli insediamenti industriali e della costruzione di infrastrutture di comunicazione; negli ultimi decenni l'ecosistema è stato drasticamente stravolto proprio nella sua parte centrale, Sa Illetta, con le opere di costruzione del Porto Canale, della deviazione della Statale Sulcitana e dell'agglomerato della società Tiscali. Il deposito di terra di riporto per la realizzazione delle infrastrutture del Porto Canale ha provocato la distruzione dell'unico ed esteso Halocnemetum strobilacei puro presente a Sa Illetta;
- inquinamento biologico: l'inquinamento della fitocenosi da parte di specie esotiche naturalizzate è uno dei rischi meno appariscenti ma più evidenti nel lungo periodo: nel 1911 uno studio del Casu sul patrimonio floristico[23] aveva censito quasi 540 specie. Un censimento del 1983[24] ha rilevato poco più di 460 specie, di cui solo 360 erano presenti nel rilevamento del Casu.